# 正65537邊形
正65537邊形是正多邊形的一種。共有65537條邊，65537個頂點，内角和為11796300°，對角線2147450879條。正65537邊形可以用尺規作圖的方法繪出，不過將會是一個浩大的工程。

## 性質

### 角度
正65537邊形的形狀複雜，邊亦非常多，幾乎是一個圓形。正65537邊形的圓心角和外角的大小為：
{\displaystyle {\frac {360^{\circ }}{65537}}\approx {0.005493^{\circ }}\approx 19.775''}

### 面積
半徑為1的圓內切正65537邊形的面積：
{\displaystyle {\frac {65537}{2}}\sin {\frac {2\pi }{65537}}\approx 3.141592648777}
其面積與圓周率極其接近。

### 邊長
若假设圆的半径是1，那麼正65537邊形每條邊的長度是：
{\displaystyle 2\sin {\frac {\pi }{65537}}\approx 0.00009587}

## 繪畫的可能性

### 二次同餘論
{\displaystyle 65537=2^{2^{4}}+1}是第五個費馬數。高斯在1801年出版的『算術研究』中的「二次同餘論」，證明了如果{\displaystyle p}為費馬數，則正{\displaystyle p}邊形是可以尺规作图繪出。此外反過來亦證明如果質數{\displaystyle p}對應的正{\displaystyle p}邊形可以繪圖的話，{\displaystyle p}就是費馬數。在高斯得出此定理之前，已知的費馬質數只有3、5、17、257、65537。

## 繪圖方法
雖然高斯證明了正65537邊形繪圖的可能性，不過沒有說明具體的方法。但大部份人都明白，如果利用原始繪圖方法繪圖，將會是一個浩大的工程。德國的約翰·古斯塔夫·愛馬仕利用了10年的時間不斷研究繪畫正65537邊形的方法，並在1894年發表了超過200頁手稿的計算方法。目前在哥廷根大學中保管。
由於邊數巨大，使得人們無法用任何辦法將其完整地印刷或顯示出來並與圓形加以區分。如果要畫出正65537邊形及其外接圓，並使邊和圓周之間的最大距離為1cm的話，這個圓的半徑要超过8700公里。

## 外部連結
- 埃里克·韦斯坦因. . MathWorld.